# Belgaum Airport
Belgaum Airport är en flygplats i Indien.   Den ligger i distriktet Belgaum och delstaten Karnataka, i den sydvästra delen av landet, 1 400 km söder om huvudstaden New Delhi. Belgaum Airport ligger 758 meter över havet.
Terrängen runt Belgaum Airport är platt åt sydväst, men åt nordost är den kuperad. Runt Belgaum Airport är det tätbefolkat, med 881 invånare per kvadratkilometer. Närmaste större samhälle är Belgaum, 12,2 km väster om Belgaum Airport. Trakten runt Belgaum Airport består till största delen av jordbruksmark.